# Ринарциці (Опольське воєводство)
Ринарциці (пол. Rynarcice, нім. Rennersdorf) — село в Польщі, у гміні Корфантув Ниського повіту Опольського воєводства.
Населення — 200 осіб (2011).

## Демографія
Демографічна структура станом на 31 березня 2011 року:
|          | Загалом | Допрацездатний вік | Працездатний вік | Постпрацездатний вік |
| -------- | ------- | ------------------ | ---------------- | -------------------- |
| Чоловіки | 104     | 22                 | 72               | 10                   |
| Жінки    | 96      | 20                 | 57               | 19                   |
| Разом    | 200     | 42                 | 129              | 29                   |